# Diócesis de Ho
La diócesis de Ho (en latín: Dioecesis Hoënsis y en inglés: Roman Catholic Diocese of Ho) es una circunscripción eclesiástica de la Iglesia católica en Ghana. Se trata de una diócesis latina, sufragánea de la arquidiócesis de Acra. Desde el 14 de julio de 2015 su obispo es Emmanuel Fianu, de los Misioneros del Verbo Divino.

## Territorio y organización
La diócesis tiene 5893 km² y extiende su jurisdicción sobre los fieles católicos de rito latino residentes en 5 distritos de la región del Volta: Adaklu-Anyigbe, municipal de Ho, South Dayi, Kpando y Hohoe.
La sede de la diócesis se encuentra en la ciudad de Ho, en donde se halla la Catedral del Sagrado Corazón.
En 2021 en la diócesis existían 31 parroquias.

## Historia
La diócesis fue erigida el 19 de diciembre de 1994 tras la división de la diócesis de Keta-Ho, de la que también se originó la diócesis de Keta-Akatsi.

## Estadísticas
Según el Anuario Pontificio 2022 la diócesis tenía a fines de 2021 un total de 221 670 fieles bautizados.
| Año                                                                             | Población            | Población | Población      | Sacerdotes | Sacerdotes    | Sacerdotes    | Bautizados por sacerdote | Diáconos permanentes | Religiosos | Religiosos | Parroquias |
| Año                                                                             | Bautizados católicos | Total     | % de católicos | Total      | Clero secular | Clero regular | Bautizados por sacerdote | Diáconos permanentes | Varones    | Mujeres    | Parroquias |
| ------------------------------------------------------------------------------- | -------------------- | --------- | -------------- | ---------- | ------------- | ------------- | ------------------------ | -------------------- | ---------- | ---------- | ---------- |
| 1999                                                                            | 244 720              | 811 200   | 30.2           | 56         | 54            | 2             | 4370                     | 1                    | 6          | 32         | 19         |
| 2000                                                                            | 251 890              | 816 716   | 30.8           | 55         | 53            | 2             | 4579                     | 1                    | 6          | 42         | 19         |
| 2001                                                                            | 164 685              | 494 072   | 33.3           | 56         | 53            | 3             | 2940                     | 1                    | 8          | 30         | 19         |
| 2002                                                                            | 167 485              | 502 471   | 33.3           | 56         | 53            | 3             | 2990                     | 1                    | 9          | 33         | 19         |
| 2003                                                                            | 170 145              | 510 500   | 33.3           | 61         | 57            | 4             | 2789                     | 1                    | 12         | 27         | 19         |
| 2004                                                                            | 172 802              | 523 457   | 33.0           | 57         | 53            | 4             | 3031                     | 1                    | 12         | 28         | 19         |
| 2006                                                                            | 176 664              | 526 948   | 33.5           | 56         | 52            | 4             | 3154                     | 1                    | 12         | 33         | 21         |
| 2013                                                                            | 200 670              | 658 845   | 30.5           | 82         | 78            | 4             | 2447                     |                      | 11         | 81         | 28         |
| 2016                                                                            | 209 302              | 694 210   | 30.1           | 78         | 76            | 2             | 2683                     |                      | 9          | 85         | 29         |
| 2019                                                                            | 212 120              | 732 300   | 29.0           | 91         | 84            | 7             | 2330                     |                      | 14         | 48         | 29         |
| 2021                                                                            | 221 670              | 765 270   | 29.0           | 89         | 82            | 7             | 2490                     |                      | 9          | 41         | 31         |
| Fuente: Catholic-Hierarchy, que a su vez toma los datos del Anuario Pontificio. |                      |           |                |            |               |               |                          |                      |            |            |            |

## Episcopologio
- Francis Anani Kofi Lodonu (19 de diciembre de 1994- 14 de julio de 2015 retirado)
- Emmanuel Fianu, S.V.D., desde el 14 de julio de 2015